# EuroHockey Nations Trophy (Halle, Damen) 2006
Die  EuroHockey Nations Trophy (Halle, Damen) 2006 war die sechste Auflage der Hallenhockey-„B-EM“. Sie fand vom 27. bis 29. Januar in La Spezia, Italien statt. Spanien und Italien stiegen in die „A-EM“ auf.

## Vorrunde

### Gruppe A
| Rang | Land    | Punkte |
| ---- | ------- | ------ |
| 1    | Spanien | 7      |
| 2    | Italien | 4      |
| 3    | Schweiz | 4      |
| 4    | Litauen | 1      |

| Litauen | – | Spanien | 1:1 |
| Schweiz | – | Italien | 1:1 |
| Litauen | – | Schweiz | 2:3 |
| Italien | – | Spanien | 5:6 |
| Litauen | – | Italien | 5:7 |
| Spanien | – | Schweiz | 3:7 |

### Gruppe B
| Rang | Land     | Punkte |
| ---- | -------- | ------ |
| 1    | Polen    | 9      |
| 2    | Slowakei | 6      |
| 3    | Russland | 1      |
| 4    | Portugal | 1      |

| Russland | – | Portugal | 3:3 |
| Polen    | – | Slowakei | 6:5 |
| Polen    | – | Portugal | 5:2 |
| Russland | – | Slowakei | 1:2 |
| Russland | – | Polen    | 3:6 |
| Slowakei | – | Portugal | 4:2 |

## Platzierungsspiele

### Gruppe C
Die Plätze 5–8 wurden in einer Gruppe ausgespielt. Es trafen nur Teams aus verschiedenen Gruppen aufeinander. Die Ergebnisse gegen die Vorrundengegner wurden übernommen.
| Rang | Land     | Punkte |
| ---- | -------- | ------ |
| 5    | Schweiz  | 9      |
| 6    | Russland | 4      |
| 7    | Litauen  | 3      |
| 8    | Portugal | 1      |

 Schweiz 6:0  Portugal 

 Russland 6:5  Litauen 

 Litauen 11:0  Portugal 

 Schweiz 5:4  Russland

### Gruppe D
Die Plätze 1–4 wurden in einer Gruppe ausgespielt. Es trafen nur Teams aus verschiedenen Gruppen aufeinander. Die Ergebnisse gegen die Vorrundengegner wurden übernommen.
| Rang | Land     | Punkte |
| ---- | -------- | ------ |
| 5    | Spanien  | 9      |
| 6    | Italien  | 6      |
| 7    | Polen    | 3      |
| 8    | Slowakei | 0      |

 Spanien 5:2  Slowakei 

 Italien 5:2  Polen 

 Spanien 7:2  Polen 

 Slowakei 1:7  Italien